# Hồ Hồng Trạch
Hồ Hồng Trạch (tiếng Trung: 洪澤湖; bính âm: Hóngzé Hú) là một hồ nước ngọt nằm trong tỉnh Giang Tô, Trung Quốc. Bao quanh hồ là các địa cấp thị Tú Thiên (phía bắc và tây) và Hoài An (phía đông và nam). Hồ Hồng Trạch là một trong 5 hồ nước ngọt lớn nhất tại Trung Quốc, cùng các hồ lớn khác như hồ Bà Dương, hồ Động Đình, hồ Hô Luân và Thái Hồ. 
Diện tích hồ Hồng Trạch đã tăng gấp bốn lần kể từ năm 1100 mỗi khi sông Hoàng Hà chuyển dòng đổ vào sông Hoài Hà. Với lượng phù sa lớn từ sông Hoàng Hà đổ sang, lòng sông Hoài bị lấp nghẽn khiến mực nước dâng cao và tràn về hồ Hồng Trạch. Hiện tại diện tích hồ là khoảng 1.500-1.600 km², tầm sâu trung bình 1,9 m; chỗ sâu nhất  4,5 m và dung tích khoảng 3,0 km³.